# Galatella villosa
Galatella villosa là một loài thực vật có hoa trong họ Cúc. Loài này được (L.) Rchb.f. mô tả khoa học đầu tiên năm 1853.